# 近世
近世（英語：early modern period），是歷史學上的一種分期法，指中世紀之後，狭义上的現代（modern，又譯近代）之前這個時期。起源於歐洲歷史學界，將人類歷史分為四階段（古代、中世紀、早期现代和现代）的習慣分期法。
這個概念盛行於歐洲史與日本史，但在中國史部份，其定義與適用則有所不同。
英语early modern period有時也被譯為近代；但是英语Modern也可能被譯為近代。這些譯名並不統一，需要視上下文及歷史學傳統才能確定其意義。

## 概論
在歷史學上，近世一般用來指從16世紀文藝復興之後，一直到18世紀法國大革命與工業革命開始之前這段時間。但這個概念在不同歷史傳統中，又有不同的見解。
在上古漢語及中古漢語中，已經使用近世這個詞，但並不是專有名詞，只是用來作為現今世俗的代稱。以近世來漢譯英语early modern這個名詞，始於日本的內藤湖南，並用於中國史研究上，與用於西洋史研究的近代一詞相對應。之後經梁啟超等人傳入中國。但在傳入之初，近世與近代的意義還沒有確定下來，例如，梁啟超認為，由乾隆、嘉慶時代至他所處的時代為近世，也就是將近世當成現代（Modern）的同義詞。
日本學者桑原騭藏作《東洋史要》（後改稱《支那史要》）引進西洋史四時期分法至中國史研究中。
中華民國成立後，近世與近代的意義開始確定下來，近世相當於，而近代相當於，美國和台灣史學界繼承了這個傳統，如余英時《中國近世宗教倫理與商人精神》、王曾才《西洋近世史》、曹永和〈近世臺灣鹿皮貿易考〉等書或論文中皆廣泛使用這個名詞，台灣的歷史教科書也使用這個名詞。
然而，在中華人民共和國建國之後，中國大陆史學界發展出另一個傳統，他們將譯為現代，而譯為近代，近世一詞則較少使用。

## 分期法

### 歐洲史與世界史
在歐洲，近世大略是延續中世紀、後接近代的一段歷史分期。一般以1453年君士坦丁堡的陷落導致東羅馬帝國滅亡等一連串歐洲歷史事件的發生為起點；而以法國大革命結束後的1800年為終點。
事實上，傳統歐洲歷史的分期只有三個（古代，中世紀，近代Modern）。在十六世紀，Modern一詞被用來描述「新時代的開端」。此一分期肇因於一系列具指標性的歷史事件或變化，如發源於義大利的文藝復興運動，或哥倫布與達伽瑪發現新航路，以及1517年開始的宗教改革等等。十六或十八世紀的歐洲人傾向認為自己生存的時代為近代，相對於古代或中世紀。
在二十世紀中期後，英語學界開始頻繁使用Early Modern一詞來指稱從中世紀之後，到法國大革命或十九世紀之前的三、四百年的時間。這個詞彙的改變也顯示了思想的變化，學者開始認為十九世紀以後的歐洲社會才是真正的現代，因而必須加以區隔。

### 中國史
在中國史研究中，近世的定義，長期有著爭議。內藤湖南首次將近世觀念引入中國史研究中，定義宋朝之後至清朝為近世。但在日本學界，以內藤湖南及宮崎市定為首的京都學派及以西嶋定生為首的東京學派，對於在中國史中近世的定義，長期爭議不休。
一般來說，中國宋代之後可以被稱為近世，如余英時《中國近世宗教倫理與商人精神》中，將宋代之後，直到明、清兩代，這個時間稱為近世，時間約為16世紀至18世紀之間。但是近世的結束點，則有許多不同說法，一個說法是將清朝乾隆時代作為交界點，在之後稱為近代。
近世還可以被進一步區分，宋、元兩代稱為近世前期，而明、清兩代則稱近世後期。

### 日本史
京都帝國大學的内藤湖南教授首次將近世的概念引進日本史中。日本「近世」的涵蓋時間有3種學說：
1. 1615年豐臣氏滅亡達致「元和偃武」，標誌著近世的開始。1853年黑船來航開啟幕末時代，則標誌著近世的結束。
2. 安土桃山時代及江戶時代。
3. 戰國時代、安土桃山時代及江戶時代。